# Maria Wine
Maria Wine (8. čerevence 1912 – 22. dubna 2003) byla švédsko-dánská básnířka a spisovatelka.

## Životopis
Wine se narodila v Kodani a vyrostla v místním sirotčinci. V roce 1936 se seznámila s švédským spisovatelem Arturem Lundkvistem a ještě téhož roku se vzali. Usadili se ve Stockholmu a zůstali spolu až do Lundkvistovy smrti v roce 1991.
Její první sbírka poezie Vinden ur mörkret (1943) je silně inspirovaná modernismem. S další sbírkou Feberfötter (1947) se její psaní posunulo do více osobní a bolestné roviny. Ve své sbírce Man har skjutit ett lejon (1951) Wine vzpomíná na roky strávené v sirotčinci. Sbírka Munspel under molnen je inspirovaná jejími jejími cestami do různých částí světa.